# Charles Levadé

Charles Levadé

Charles-Gaston Levadé (* 3. Januar 1869 in Paris; † 27. Oktober 1948 in Cabourg, Département Calvados) war ein französischer Komponist.

## Leben und Werk
Levadé trat 1882 im Alter von dreizehn Jahren in das Conservatoire de Paris ein. Dort besuchte er die Klassen für Solfège von Albert Lavignac und für Klavier von Charles-Auguste de Bériot. Danach nahm er Klavierkurse bei Georges Mathias, Kurse für Begleitung bei Auguste Bazille, für Harmonielehre bei Théodore Dubois und für Kontrapunkt bei André Gedalge. Sein Kompositionslehrer war Jules Massenet, nach dessen Ausscheiden Charles Lenepveu. 1899 gewann er mit der Kantate Callirhoé nach Eugène Adénis den Premier Grand Prix de Rome.
Bereits während des Studiums trat Levadé mit ersten eigenen Kompositionen hervor. 1895 wurde die Pantomime Cœur de Magots am Théâtre de la Bodinière uraufgeführt, 1897 folgten die Chorszenen zu Hortense, couche-toi!. Nach dem mit dem Prix de Rome verbundenen Aufenthalt in der Villa Medici in Rom (1900-04) kehrte Levadé nach Paris zurück und wurde chef du chant an der Pariser Oper.
Ab dem Jahr 1905 entstanden bis zum Ende der 1920er Jahre mehrere erfolgreiche Opern, darunter La Courtisane de Corinthe, die Sarah Bernhardt 1908 auf die Bühne ihres Pariser Opernhauses brachte und die nach seiner Rückkehr aus dem Ersten Weltkrieg entstandene Musik zu Jean-Marc d’Anthoines Stück Les Fiançailles de l’ami Fritz. Daneben komponierte Levadé auch Lieder, Orchesterwerke, Kammermusik, Klavierstücke und kirchenmusikalische Werke.
Erik Satie widmete Levadé je eine seiner Ogives und Gymnopedies, sein Mitschüler am Conservatoire Reynaldo Hahn komponierte 1892 Variations sur un thème de Levadé für Klavier zu vier Händen. Die Stadt Cabourg, in der Levadé eine Villa besaß, benannte eine Straße nach ihm. Sein Enkel Christian Levadé wurde als Jazzpianist bekannt.

## Werke
- Antigone, Kantate, 1893
- Clarisse Harlowe, Kantate, 1895
- Cœur de Magots, japanische Pantomime, 1895
- Mélusine, Kantate, 1896
- Hortense, couche-toi !, 1897
- Callirhoé, Kantate, 1899
- L’amour d’Héliodora, Salon-Oper, 1903
- Hérétiques, Oper in drei Akten, 1905
- Schauspielmusik zu La Courtisane de Corinthe von Michel Carré und Paul Bilhaud, 1908
- Les Fiançailles de l'ami Fritz von Jean-Marc d’Anthoine, 1919
- La Rôtisserie de la reine Pédauque, lyrische Komödie dem Roman von Anatole France bearbeitet von Georges Docquois, 1920
- Caroles de Noël, Oper, 1923
- Sophie, komische Oper nach Louis Tiercelin, Georges Docquois und Alfred Aubert, 1923
- La peau de chagrin, lyrische Komödie nach dem gleichnamigen Roman von Honoré de Balzac von Pierre Decourcelle und Michel Carré, 1929
- Le Capitaine Fracasse, Komödie von Émile Bergerat und Michel Carré nach dem gleichnamigen Roman von Théophile Gautier
- Prélude religieux für Streichorchester
- Danses alsaciennes für großes Orchester
- Feuilles d’album für großes Orchester
- Arrichino für Klavier
- Berceuse für Klavier und Violine
- Prélude religieux für Orgel
- Agnus Dei für Chor
- Psaume CXIII für Soli, Chor und Orchester